# Karl Meier (Schauspieler)
Karl Meier (* 16. März 1897 in St. Gallen; † 29. März 1974 in Zürich; eigentlich Rudolf Carl Rheiner) war ein Schweizer Schauspieler im Cabaret Cornichon und Herausgeber der Zeitschrift Der Kreis unter dem Pseudonym «Rolf».

## Leben
Karl Meier wurde 1897 als unehelicher Sohn der Glätterin Elisabeth Rheiner in St. Gallen geboren und wurde auf den Namen Rudolf Carl Rheiner getauft. Schon als Kleinkind kam er in die Obhut des kinderlosen Ehepaares Thomas und Wilhelmina Meier-Götsch in Kradolf und wurde von diesem 1912 adoptiert. Die Spur seiner leiblichen Mutter verliert sich 1907.
Ab 1912 absolvierte Meier eine kaufmännische Ausbildung in der Seidenweberei Schönenberg. Sein Wunsch war jedoch die Schauspielerei. Auf Vermittlung seines verständnisvollen Chefs wurde er in den Hauptsitz der Firma nach Zürich versetzt. Hier nahm er Schauspielunterricht und trat zugleich auf Wanderbühnen auf. Nach Wanderjahren in der Schweiz wechselte er ab 1924 auf deutsche Bühnen. Von 1935 bis 1947 war Meier für das Cabaret Cornichon tätig. Danach spielte er in Hörspielen für das Radio und in einem Film mit.
International bekannt wurde Meier als «Rolf». Unter diesem Pseudonym war er 1943 bis 1967 als Herausgeber und Redaktor der weltweit bekannten Homosexuellenzeitschrift Der Kreis tätig. Er schrieb politische Artikel, rezensierte Literatur und verwaltete die Abonnentenkartei. Mehrmals jährlich organisierte er die Maskenbälle und übrigen Feste der Kreis-Abonnenten.
1970 erlitt er bei einer Probe im Zürcher Theater am Hechtplatz einen Schlaganfall. Von seinem Lebenspartner gepflegt, starb Meier 1974 in Zürich und wurde auf seinen Wunsch in Sulgen beerdigt. Einige wenige nachgelassene Papiere bewahrt das Staatsarchiv Thurgau.

## Leistung als Schauspieler und Regisseur
Die Wanderjahre in der Schweiz führten ihn in den frühen 1920er-Jahren an das Stadttheater Solothurn und an das Städtebundtheater Winterthur-Schaffhausen. In den Sommerpausen spielte er jeweils an Freilichtaufführungen mit. Auf die Saison 1924/25 wechselte Meier nach Deutschland, und zwar nach Bielefeld. Danach war er namentlich in Münster, Glogau und Zwickau engagiert. Wiederholt hielt er sich in Berlin auf. 1932 kehrte er in die Schweiz zurück, wo er zuerst beim Städtebundtheater Biel-Solothurn und danach im Stadttheater Schaffhausen auftrat.
Ab 1935 war Meier beim Cabaret Cornichon verpflichtet, wo er bis 1947 in etwa 4000 Vorstellungen an der Seite von Emil Hegetschweiler, Elsie Attenhofer, Alfred Rasser, Heinrich Gretler und Zarli Carigiet auftrat, während am Piano Nico Kaufmann sass. Meier stand zwar im Schatten seiner populäreren Kollegen, trug mit seiner konstanten Leistung jedoch wesentlich zur künstlerischen Qualität des Ensembles bei. Nach dem Ende des Zweiten Weltkrieges war diese Art des politischen Cabarets nicht mehr so gefragt, so dass sich Meier ab 1947 beim Radio Zürich bei Hörspielen und Schulfunksendungen zu betätigen begann. Seine Sendungen zusammen mit Schaggi Streuli unter anderem im Stück Polizischt Wäckerli waren Strassenfeger. Daneben stand er auf diversen Zürcher Bühnen, jedoch meist nur in Nebenrollen. Immerhin bekam er auch Rollen im Film Hinter den sieben Gleisen von Kurt Früh (1959) und einem Fernsehspiel unter der Regie von Ettore Cella (1958).
Meier war nicht nur als Schauspieler, sondern auch als Regisseur tätig. In seinem Wohnort der Jugendzeit inszenierte er während fast fünfzig Jahren für den Stenografenverein Schönenberg-Kradolf. In dieser Umgebung pflegte er auch seine Bühnenjubiläen zu feiern. Für das Festspiel zur fünfhundertjährigen Zugehörigkeit des Kantons Thurgau zur Eidgenossenschaft 1960 besorgte er die Inszenierung, die grosses Lob fand. «Ohne Zweifel gehörte er zu den wichtigen Förderern eines eigenständigen schweizerischen Volkstheaters im 20. Jahrhundert.»

## Leistung als Herausgeber desKreis
Erstmals in Berührung mit der homosexuellen Subkultur kam Meier wohl in Berlin in den 1920er-Jahren. Er war mit Adolf Brand bekannt und publizierte einige Artikel in dessen Zeitschrift Der Eigene. Zurück in der Schweiz schrieb er ab 1934 neben einzelnen Texten für die tschechische Zeitschrift Hlas regelmässig für die Zeitschriften Schweizerisches Freundschafts-Banner (1933–1936) und Menschenrecht (1937–1942), meist unter dem Pseudonym «Rolf». Dort übernahm er zunehmend eine zentralere Rolle, nach dem Rückzug der ursprünglichen Gründerinnen Laura Thoma und Anna Vock ab 1943 erschien die Zeitschrift mit «Rolf» als alleinigem Herausgeber und mit verändertem Profil unter dem Namen Der Kreis.
«Rolf» war jedoch nicht nur Herausgeber der Zeitschrift, sondern Redaktor des deutschsprachigen Teils, Verfasser von literarischen Texten, Gedichten und Rezensionen sowie Kommentator des politischen Geschehens oder von Gerichtsurteilen. Auf dem Höhepunkt 1959 wurden gegen 2000 Exemplare des Kreis in alle Welt versandt. «Rolf» gab ebenfalls vier Bände mit Fotografien und einen mit Zeichnungen aus dem Kreis heraus.
Wöchentlich organisierte «Rolf» zudem Zusammenkünfte der Zürcher Mitglieder und gab jährlich Fasnachtsbälle, Sommer- und Herbstfeste sowie Weihnachtsfeiern, für die jeweils mehrere hundert Männer aus ganz Europa anreisten. Als faktisches Zentrum der Schweizer Homosexuellen war «Rolf» auch Berater und Helfer für seine in Schwierigkeiten geratenen Abonnenten und Initiator von lokalen Gruppen in Basel («Isola-Klub») und Bern. Seine Tätigkeit diente Homosexuellengruppen in Deutschland (z. B. Kameradschaft «die runde»), Frankreich (Zeitschrift Arcadie), den Niederlanden («Cultuur- en Ontspannings Centrum» COC), Dänemark («Kredsen af 1948») und den USA als Vorbild. Zwischen 1951 und 1958 nahm «Rolf» an fünf wissenschaftlichen Kongressen des International Committee for Sexual Equality (ICSE) teil.
Durch seine Stellung als Kreis-Herausgeber hatte «Rolf» massgeblichen Einfluss auf die Homophilenbewegung nach dem Zweiten Weltkrieg. Er forderte stets diskretes Auftreten und duldete keine freizügigen Bilder im Kreis. In diesem Sinne bestimmte er, «was von einem Homosexuellen erwartet werden sollte». Ab den 1960er-Jahren kamen dank liberaler Gesetzgebung in Skandinavien Zeitschriften mit freizügigerem Bildmaterial auf den Markt. Dadurch brach die Nachfrage nach dem Kreis ein, worauf dessen Publikation 1967 eingestellt werden musste. «Rolf» fühlte sich um sein Lebenswerk betrogen, zog sich aus der Homophilenbewegung zurück und betätigte sich auch nicht in der neuen Schwulenbewegung.
siehe auch: Homosexualität in der Schweiz

## Werke
- «Rolf» (Hrsg.): Der Kreis – Le Cercle – The Circle. Zeitschrift, Jg. 11 bis Jg. 35. Der Kreis, Zürich 1943–1967.
- «Rolf» (Hrsg.): Der Mann in der Photographie. 4 Bände. Der Kreis, Zürich 1952–1962.
- «Rolf» (Hrsg.): Der Mann in der Zeichnung. Der Kreis, Zürich 1960.
- Karl Meier: Dozmol: e halb Dotzend Jugederinnerige. Boretti, Kradolf 1969. [Im Thurgauer Dialekt]